# Subespecie
Se denomina subespecie a cada uno de los grupos en que se dividen las especies, y que se componen de individuos que, además de los caracteres propios de la misma, tienen en común otros caracteres morfológicos por los cuales se asemejan entre sí y se distinguen  de las demás subespecies. Desde el punto de vista estrictamente sistemático o de la taxonomía, es la categoría taxonómica que subdivide la especie.
La subespecie es una parte de la especie formada por una o más poblaciones, poco diferenciadas y con una distribución regional concreta. Esta definición incluye las razas geográficas de muchos autores ('Rassenkreis'). Sin embargo, no está muy clara la línea de separación entre los conceptos de raza y subespecie, pues ambos taxones mantienen las características propias de la especie, es decir, que parejas de individuos de distintas subespecies o razas (pero de la misma especie) se pueden emparentar y producir descendencia viable y fértil. Además, solo se suelen diferenciar en caracteres externos menores aunque reconocibles y regularmente presentes. El término raza se utiliza con más frecuencia fuera del ámbito científico, por lo que, en taxonomía, solo se emplea (por tradición) para la distinción morfológica en un número muy limitado de especies, como los animales domésticos. En el caso del ser humano (Homo sapiens), la mayoría de los especialistas considera inadecuado el uso del término raza para referirse a cada uno de los diversos o diferentes grupos humanos.

## Nomenclatura
La subespecie tiene una nomenclatura trinomial, es decir, formada por tres nombres: el genérico, el específico y el subespecífico. Así, el perro tiene, como nombre científico, el trinomen Canis lupus familiaris, donde Canis es el género, Canis lupus es la especie, y Canis lupus familiaris es la subespecie.